# El gran llamp
El gran llamp (en rus: Большая молния, Bolshaya molniya) és una òpera inacabada esbossada el 1932 per Dmitri Xostakóvitx. El manuscrit va ser trobat per Olga Digonskaya. Part del material musical va ser manllevat de la composició anterior, Hypothetically Murdered, op. 31. La música d'El gran llamp va ser finalment descartada i reelaborada en Orango, a causa de la seva falta de confiança en el llibret. Xostakóvitx només va aconseguir escriure l'⁣obertura i les vuit peces següents, que duren uns 17 minuts. L'òpera conté paròdies de La rosella vermella de Glière i Fúria per una moneda perduda de Beethoven.
L'obra va ser encarregada pel Teatre Mali, i el llibret va ser escrit Nikolai Asséiv, i tractava d'un equip d'especialistes soviètics en una visita a Amèrica. Es va estrenar l'11 de febrer de 1981 a Leningrad, Gran Sala Filharmònica, dirigida per Guennadi Rojdéstvenski, qui també va fer l'estrena de l'enregistrament.